# Arphy
Arphy é uma comuna francesa na região administrativa de Occitânia, no departamento de Gard. Estende-se por uma área de 20,92 km². Em 2010 a comuna tinha 167 habitantes (densidade: 8 hab./km²).